# "Big Nick" Nicholas

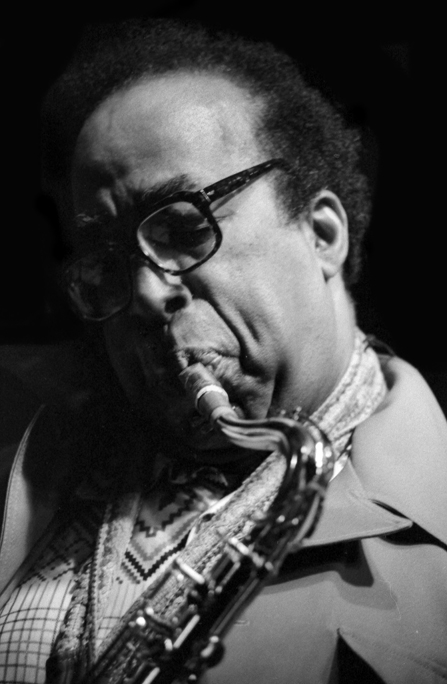
Big Nick saxofonista de jazz y vocalista

George Walker "Big Nick" Nicholas (2 de agosto de 1922, Lansing, Michigan-29 de octubre de 1997, Queens, Nueva York) fue un saxofonista de jazz y vocalista.
Claramente influenciado por Coleman Hawkins, Nicholas, a su vez influenció al joven John Coltrane a componer su homenaje "Big Nick", que aparece en dos álbumes de 1962, Duke Ellington & John Coltrane y Coltrane. Asimismo, Nicholas aportó el famoso solo de 16 compases a la legendaria composición afrocubano de Dizzy Gillespie, "Manteca" (1947).

## Biografía
Nicholas comenzó su carrera tocando con los hermanos Hank y Thad Jones, Earl Hines y Tiny Bradshaw antes de ingresar en el ejército. A finales de la décado de 1940 tocó en las bandas de Sabby Lewis, J. C. Heard, y Lucky Millinder. Asimismo trabajó con Mal Waldron, Duke Ellington, Cab Calloway, Charlie Parker y Charlie Mingus.
A finales de 1951, formó parte del sexteto de Miles Davis, junto con Eddie "Lockjaw" Davis, Billy Taylor, Charles Mingus y Art Blakey y que grabó en el legendario club de jazz, "Birdland", de Nueva York.
Mientras estuvo con Gillespie, también trabajaba con Hot Lips Page, con quien tocó hasta 1954. Empezó a trabajar con Buck Clayton en 1955.
No grabaría su primer disco como líder, Big Nick Nicholas/Big and Warm hasta 1983.